# プリモシュ・ログリッチ
プリモシュ・ログリッチ（Primož Roglič、1989年10月29日 - ）は、スロベニア、トルボヴリェ出身の自転車競技（ロードレース）選手。元スキージャンプ選手。一時は「プリモシュ・ログリッチェ」とも表記された。

## 経歴
2004年-2011年：スキージャンプ選手として活躍。2007年のノルディックスキージュニア世界選手権ではスロベニアチームの一員として団体優勝、個人戦5位。2011年にはドイツ・オーベルストドルフのフライングジャンプ台で183メートルを記録している。
2012年：スキージャンプ選手を引退。自転車ロードレース選手としてのトレーニングを始める。
2013年：アドリアモービルにてプロキャリアスタート。
2015年：クロアチア、スロベニアのレースで成績を残す。
2016年、チーム・ロットNL・ユンボに移籍。初出場のグランツールであるジロ・デ・イタリアの第1ステージ個人タイムトライアルで2位、第9ステージの個人タイムトライアルでは優勝し、一躍ビッグネーム入りを果たした。
2017年：ヴォルタ・アン・アルガルヴェでは並み居る強豪を抑えて総合優勝を獲得した。バスク一周第4ステージではゴール前2.5kmで飛び出し独走勝利。ツール・ド・フランス第17ステージではスロベニア人初のステージ優勝を達成した。世界選手権個人タイムトライアルでは2位に入る。
2018年、バスク一周にて総合優勝。ツール・ド・フランスでは、第19ステージにてダウンヒルにて総合勢を引き離し、2年連続の山岳ステージ優勝、総合3位に順位を上げた。続く第20ステージの個人タイムトライアルにてクリス・フルームに表彰台の座を明け渡したが、結果総合4位とグランツールレーサーとしての地位を確立させた。
2019年、UAEツアーにて、初日のチームタイムトライアルを制し、第6ステージの標高1,458mジュベルジャイスでも勝利を収め、総合優勝を果たす。ティレーノ〜アドリアティコ、ツール・ド・ロマンディでも総合優勝し、ステージレース3連勝。続くジロ・デ・イタリアでは本命と目されたものの、総合3位の結果に終わった。
同年、ブエルタ・ア・エスパーニャでライバル達に圧倒的かつ安定的な走りを見せ、自身初のグランツールでの総合優勝に輝く。
2020年、ツール・ド・フランスでは第4ステージで勝利を挙げ、総合3位に順位を上げた。続く第9ステージで2着となり総合首位に立ち、初のマイヨ・ジョーヌ着用。そのまま総合首位をキープし、第19ステージ終了時点で総合2位のタデイ・ポガチャルに57秒差をつけていた。しかし、第20ステージ山岳個人タイムトライアルで、ポガチャルから1分56秒タイムを失い首位陥落。59秒遅れの総合2位という結果に終わった。
同年、リエージュ〜バストーニュ〜リエージュではゴール前、勝利を確信し両手を上げたアラフィリップを僅かに差し切り、モニュメント初制覇。ブエルタ・ア・エスパーニャではステージ4勝を挙げ、2年連続で総合優勝とポイント賞を獲得した。
2021年、ツール・ド・フランスに出場したものの、第3ステージで落車した影響から、第9ステージを出走せずリタイヤ。東京オリンピックの個人タイムトライアルで優勝を果たす。ブエルタ・ア・エスパーニャでは、個人TT2勝を含むステージ4賞を挙げ、3連覇を果たした。
2022年、パリ～ニースで総合優勝を果たし幸先の良いスタートを切り、ツール・ド・フランスに出場するが、第5ステージで落車し脱臼。総合争いから離脱し、結果的には第15ステージで出走せず棄権し、4連覇を目指すブエルタ・ア・エスパーニャへ向け回復を優先させることとなった。4連覇を目指すブエルタ・ア・エスパーニャは、チームTTで優勝し、ステージ1勝を挙げるが、一時は総合首位に立つが、レムコ・エヴェネプールに後れをとり追いかける展開が続く中、第16ステージのゴール直前で落車。ゴールはしたものの、落車が響き翌第17ステージに出走せず、リタイヤした。

## 主な戦績

### 2014年
- ツール・ド・アゼルバイジャン　区間優勝（第2ステージ）
- シビウ・サイクリングツアー　総合3位、山岳賞
- クロアチア・スロベニア　優勝

### 2015年
- セッティマーナ・インテルナツィオナーレ・ディ・コッピ・エ・バルタリ　山岳賞
- ツアー・オブ・クロアチア　総合2位
- ツール・ド・アゼルバイジャン　総合優勝（第2ステージ優勝）
- ツアー・オブ・スロベニア　総合優勝（第3ステージ優勝）
- ツアー・オブ・チンハイレイク　区間優勝（第5ステージ）

### 2016年
- ジロ・デ・イタリア　区間優勝（第9ステージ・個人タイムトライアル）
- スロベニア選手権　優勝（個人タイムトライアル）
- ヨーロッパ選手権 7位（個人タイムトライアル）
- リオデジャネイロオリンピック 10位（個人タイムトライアル）

### 2017年
- ヴォルタ・アン・アルガルヴェ　総合優勝

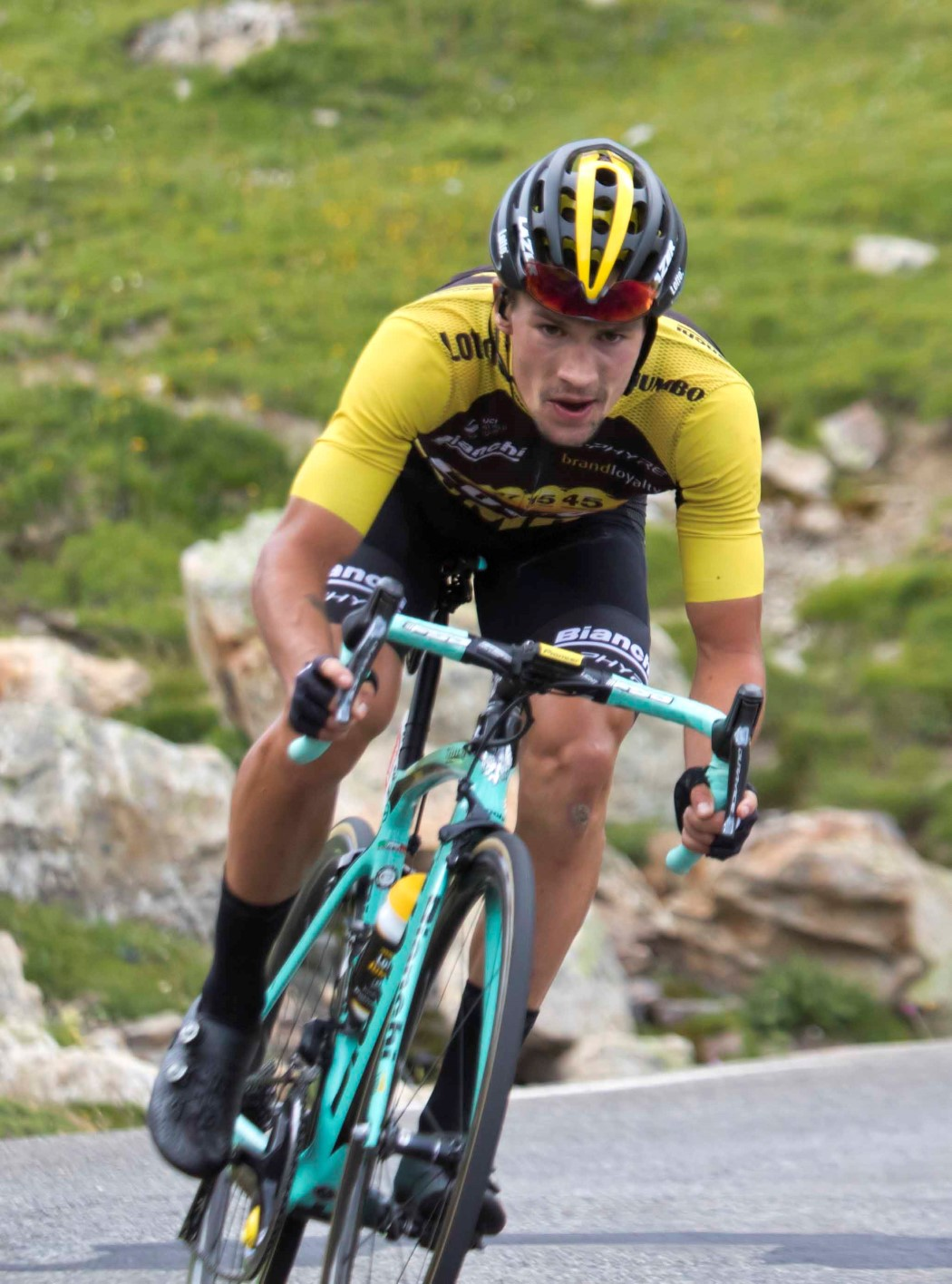
2017年ツール・ド・フランスにて

- ブエルタ・アル・パイス・バスコ　区間優勝（第4,6ステージ）
- ツール・ド・ロマンディ 総合3位（第5ステージ優勝・個人タイムトライアル）
- ステル・エレクトロトゥール 総合2位（プロローグ優勝）
- ティレーノ～アドリアティコ 総合4位
- ブエルタ・アル・パイス・バスコ 総合5位
- ツール・ド・フランス 区間優勝（第17ステージ）
- 世界選手権ITT 2位

### 2018年
- ティレーノ～アドリアティコ 区間優勝（第3ステージ）
- イツリア・バスク・カントリー  総合優勝、 ポイント賞（第4ステージ優勝・個人タイムトライアル）
- ツール・ド・ロマンディ  総合優勝
- ツアー・オブ・スロベニア 総合優勝（第4ステージ・ITT優勝）
- ツール・ド・フランス 総合4位、区間1勝（第19ステージ）

### 2019年

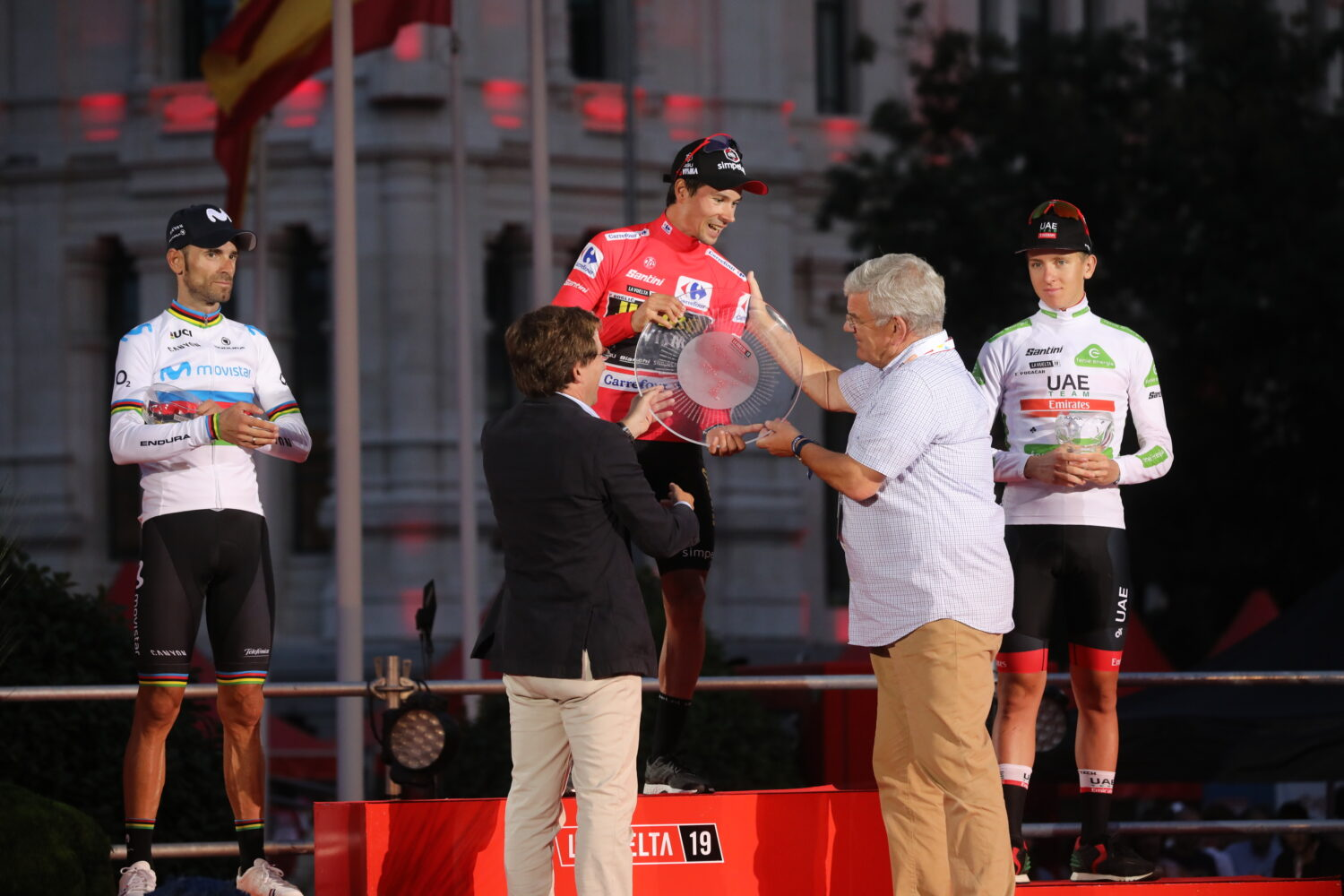
2019年ブエルタ・ア・エスパーニャ表彰式にて

- UAEツアー　 総合優勝（第1ステージ・チームタイムトライアル、第6ステージ）
- ティレーノ〜アドリアティコ　 総合優勝
- ツール・ド・ロマンディ　 総合優勝、 ポイント賞（第1、4ステージ、第5ステージ・個人タイムトライアル）
- ジロ・デ・イタリア　総合3位（第1、9ステージ優勝、共に個人タイムトライアル）
- ブエルタ・ア・エスパーニャ   総合優勝、 ポイント賞  (第10ステージ・個人タイムトライアル優勝)
- ジロ・デッレミリア　優勝
- トレ・ヴァッリ・ヴァレジーネ　優勝

### 2020年
- スロベニア選手権　優勝（個人ロードレース）
- ツール・ド・ラン　 総合優勝、 ポイント賞（第2、3ステージ優勝）
- クリテリウム・デュ・ドフィネ 区間優勝（第2ステージ）
- ツール・ド・フランス　総合2位、区間1勝（第4ステージ）
- リエージュ〜バストーニュ〜リエージュ 優勝
- ブエルタ・ア・エスパーニャ   総合優勝、 ポイント賞  (第1、8、10ステージ、第13ステージ・個人タイムトライアル優勝)

### 2021年
- パリ〜ニース　 ポイント賞（第4、6、7ステージ優勝）
- イツリア・バスク・カントリー  総合優勝、 ポイント賞、 山岳賞（第1ステージ・個人タイムトライアル優勝）
- 東京オリンピック　 個人タイムトライアル 金メダル
- ブエルタ・ア・エスパーニャ   総合優勝（第1ステージ・個人タイムトライアル、第11、17ステージ、第21ステージ・個人タイムトライアル優勝）
- ジロ・デッレミリア 優勝
- ミラノ〜トリノ 優勝

### 2022年
- パリ〜ニース  総合優勝（第7ステージ優勝）
- イツリア・バスク・カントリー 区間優勝（第1ステージ・個人タイムトライアル）
- クリテリウム・デュ・ドーフィネ  総合優勝
- ブエルタ・ア・エスパーニャ　区間1勝（第4ステージ）

### 2023年
- ティレーノ〜アドリアティコ  総合優勝、 ポイント賞、 山岳賞（第4、5、6ステージ優勝）
- ボルタ・ア・カタルーニャ  総合優勝、 ポイント賞（第1、5ステージ優勝）
- ジロ・デ・イタリア  総合優勝（第20ステージ・個人タイムトライアル優勝）
- ブエルタ・ア・ブルゴス  総合優勝、 ポイント賞（第2ステージ・チームタイムトライアル、第3、5ステージ優勝）
- ブエルタ・ア・エスパーニャ　区間優勝（第8、17ステージ）
- ジロ・デッレミリア 優勝

### 2024年
- イツリア・バスク・カントリー 区間優勝（第1ステージ・個人タイムトライアル）
- クリテリウム・デュ・ドーフィネ  総合優勝、 ポイント賞（第6、7ステージ優勝）
- ブエルタ・ア・エスパーニャ  総合優勝（第4、8、19ステージ優勝）

### 2025年
- ボルタ・ア・カタルーニャ  総合優勝、 ポイント賞、 山岳賞（第4、7ステージ優勝）

### グランツールの総合成績
| グランツール               | 2016 | 2017 | 2018 | 2019 | 2020 | 2021 | 2022 | 2023 | 2024 |
| -------------------------- | ---- | ---- | ---- | ---- | ---- | ---- | ---- | ---- | ---- |
| ジロ・デ・イタリア         | 58   | —    | —    | 3    | —    | —    | —    | 1    | —    |
| ツール・ド・フランス       | —    | 38   | 4    | —    | 2    | DNF  | DNF  | —    | DNF  |
| ブエルタ・ア・エスパーニャ | —    | —    | —    | 1    | 1    | 1    | DNF  | 3    | 1    |